# 黒川欣映
黒川 欣映（くろかわ よしてる、1933年12月7日 - ）は、日本の劇作家、アメリカ演劇研究者、法政大学名誉教授。
東京生まれ。東京大学文学部英文科卒。米国コロンビア大学大学院で演劇を学ぶ。劇作家、評論家として活動ののち、法政大学文学部助教授、教授。2004年定年退任、名誉教授。劇団アリストパネス・カンパニー主催。2013年瑞宝中綬章受勲。
天皇制、黒人、中国などを主題に左翼的な戯曲、評論を書いた。

## 著書
- 『黒川欣映戯曲集 第1 愚者の死』南雲堂 1968
- 『ソ連ひとり旅 触覚がとらえた風景』サイマル出版会 1979
- 『天皇志願 短編風刺喜劇集』南雲堂 1980
- 『兎追い鹿の山 戯曲集』南雲堂 1985
- 『中国人との付き合い方』学生社 1992
- 『女をやめた! 戯曲集』法政大学出版局 1996
- 『中国戯曲集』法政大学出版局 1996

編纂
- 『現代演劇としてのユージン・オニール 法政大学第13回国際シンポジウム』法政大学出版局 1990

### 翻訳
- ジェームス・ボールドウィン『黒人はこう考える 人種差別への警告』弘文堂・フロンティア・ブックス 1963
- ボールドウィン『誰も私の名を知らない 人種戦争の嵐の中から』弘文堂・フロンティア・ブックス 1964
- 『次は火だ ボールドウィン評論集』弘文堂新社 1968
- トム・ストッパード『自由人登場』英米秀作戯曲シリーズ 新水社 1982
- マーティン・エスリン『テレビ時代』国文社 1986

## 参考
- 『文藝年鑑2010』

## 注
1. ↑  『天皇志願』著者略歴。
2. ↑  “平成25年春の叙勲 瑞宝中綬章受章者” (PDF).  内閣府. p. 8 (2013年4月29日). 2013年6月13日時点のオリジナルよりアーカイブ。2023年3月21日閲覧。